# Nakhjirabad
Nakhjīrābād é uma cidade do Afeganistão, localizada na província de Balkh.